# Cerkiew św. Łazarza w Żółkwi
Cerkiew św. Łazarza – zabytkowa prawosławna cerkiew parafialna  znajdująca się w mieście Żółkiew na Ukrainie Zachodniej. 
W latach 1735–1946 był to rzymskokatolicki kościół i szpital pw. św. Łazarza. 

## Historia obiektu
W 1627 Zofia (z Daniłowiczów) Żółkiewska ufundowała w Żółkwi niewielki drewniany kościółek i szpital pw. św. Łazarza dla siedmiu ubogich chorych. W 1735 jej wnuk, królewicz Jakub Sobieski, wystawił nowe murowane budynki kościoła i szpitala, które zachowały się do dziś. Po rozbiorach Austriacy na terenie świątyni i szpitala urządzili magazyny. W 1861 przywrócono poprzednie użytkowanie w budynkach zespołu. W 1873 żółkiewski proboszcz sprowadził z Krakowa siostry felicjanki, które otworzyły w murach szpitala dwuklasową szkołę dla dziewcząt i założyły niewielki klasztor. Świątynię konsekrowano pw. Najświętszego Serca Pana Jezusa. W 1946 władze radzieckie skasowały klasztor, a budynki ponownie zamieniły w magazyny. Od 1991 świątynia funkcjonuje jako cerkiew prawosławna pw. św. Łazarza, najpierw w jurysdykcji Ukraińskiej Autokefalicznej Cerkwi Prawosławnej, a od 15 grudnia 2018 Kościoła Prawosławnego Ukrainy. 

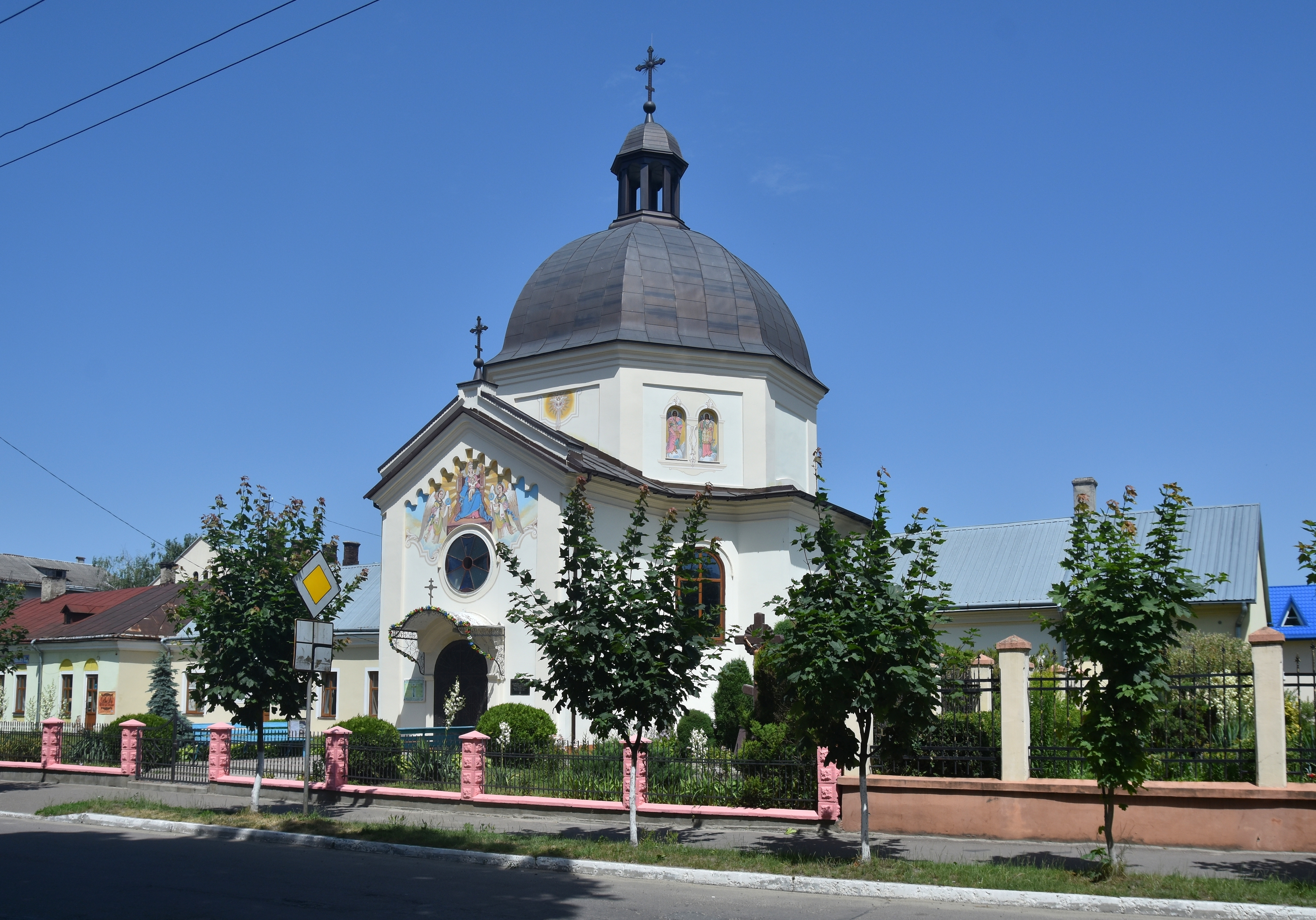
Widok ogólny
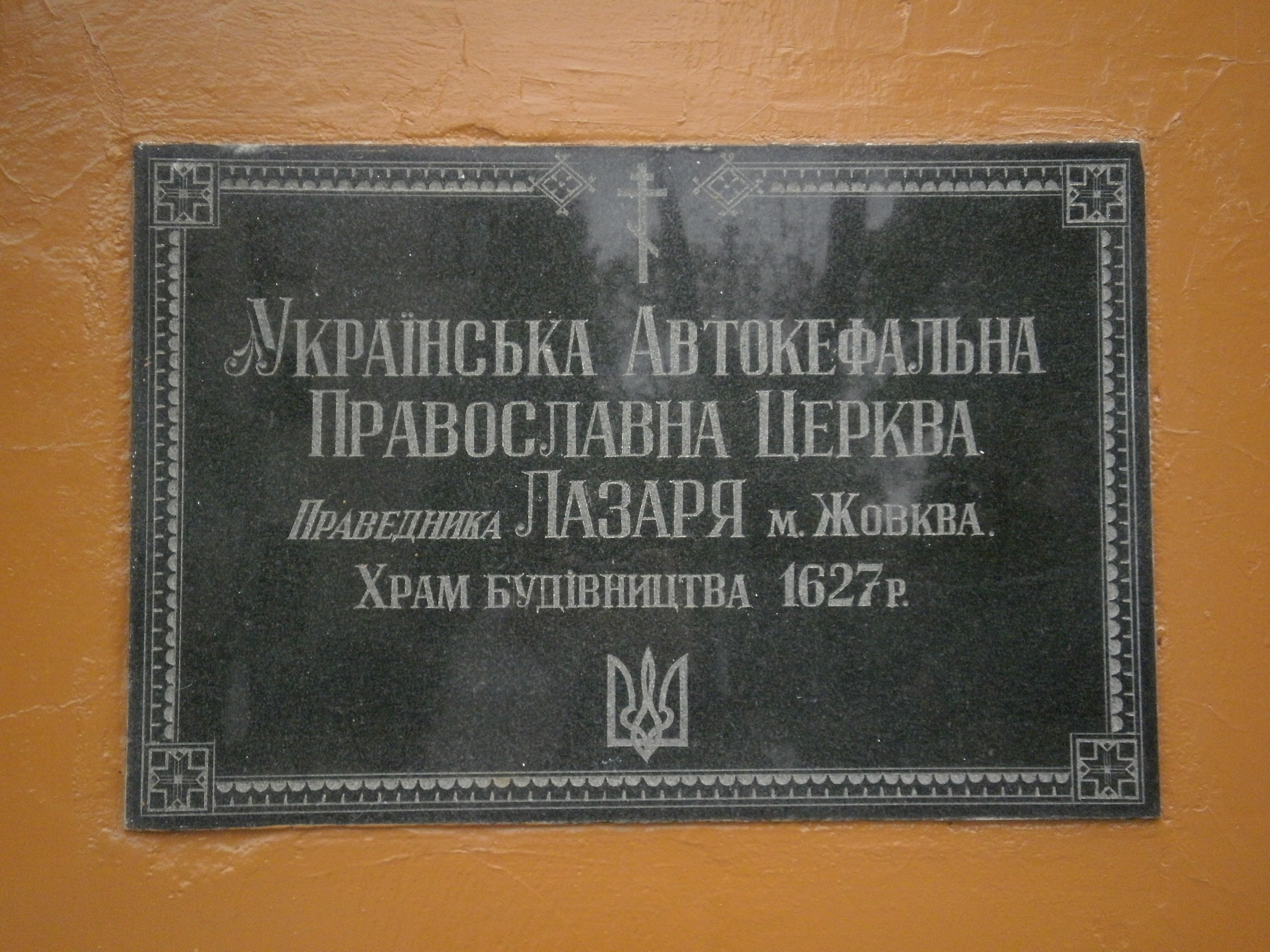
Nazwa świątyni (15 grudnia 2018 UAKP przystąpił do Kościoła Prawosławnego Ukrainy)
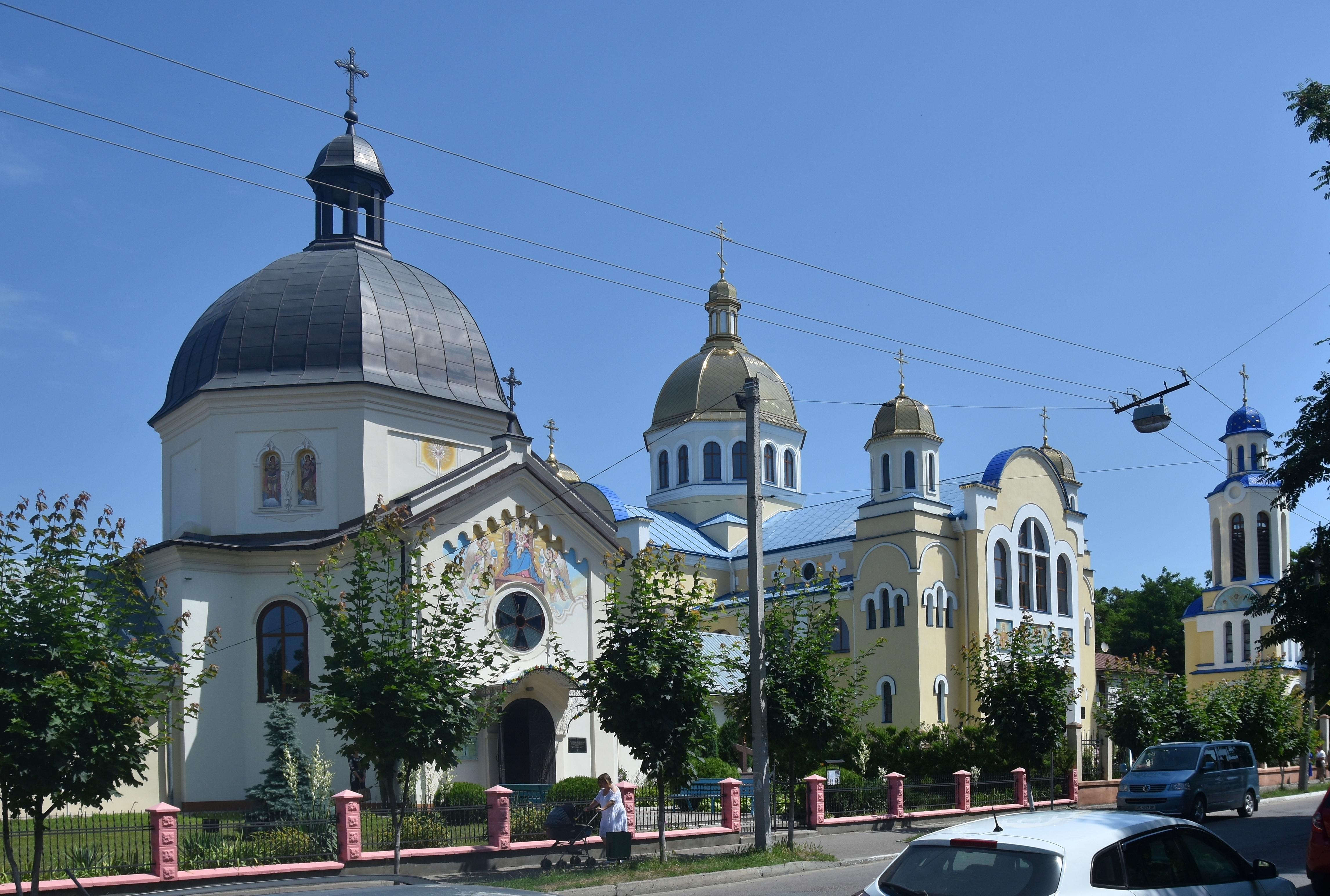
Otoczenie; na dalszym planie cerkiew Świętych Piotra i Pawła, należąca do eparchii lwowsko-sokalskiej Kościoła Prawosławnego Ukrainy

## Architektura i wyposażenie
Kościół zbudowano na planie krzyża greckiego. Ośmioboczna nawa przykryta jest kopułą na wysokim bębnie. Fasadę flankuje para lizen dźwigających trójkątny szczyt z fryzem arkadowym. Do kościoła przylegają parterowe budynki dawnego szpitala.
Wewnątrz, dekoracje i wyposażenie z czasów klasztoru nie zachowały się. Niektóre elementy wyposażenia kościoła znajdują się obecnie w kościele sióstr felicjanek w Przemyślu.